# 206
Évszázadok: 2. század – 3. század – 4. század
Évtizedek: 150-es évek – 160-as évek – 170-es évek – 180-as évek – 190-es évek – 200-as évek – 210-es évek – 220-as évek – 230-as évek – 240-es évek – 250-es évek
Évek: 201 – 202 – 203 – 204 –  205 – 206 – 207 – 208 – 209 – 210 – 211

## Események

### Római Birodalom
- Marcus Nummius Umbrius Primus Senecio Albinust (helyettese decembertől Publius Tullius Marsus) és Lucius Fulvius Gavius Numisius Petronius Aemilianust (helyettese Marcus Caelius Faustinus) választják consulnak.
- Lucius Alfenus Senecio britanniai kormányzó helyreállítja a korábbi pikt támadásban megrongált Hadrianus-falat.

### Kína
- A korábban Cao Caóhoz pártolt Kao Kan fellázad, de Cao Cao legyőzi és annektálja Ping tartományt.
- Jüan Sang és öccse, Jüan Hszi az északi nomád vuhuanoktól kérnek segítséget. A nomádok betörnek a Cao Cao által ellenőrzött területre.
- Szun Csüan keleti hadúr meghódoltatja a sanjüe hegyi törzset.

## Születések
- Caius Trebonianus Gallus, római császár († 253)

## Halálozások
- Taj-si Ci, kínai hadvezér

## Fordítás
- Ez a szócikk részben vagy egészben  a(z)   206 című német Wikipédia-szócikk ezen változatának fordításán alapul.  Az eredeti cikk szerkesztőit annak laptörténete sorolja fel. Ez a jelzés csupán a megfogalmazás eredetét és a szerzői jogokat jelzi, nem szolgál a cikkben szereplő információk forrásmegjelöléseként.